# Pervomajskaja (stanice metra v Moskvě)

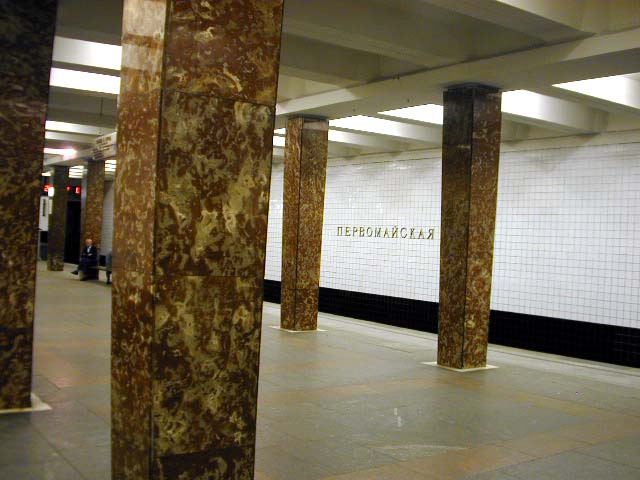
Nástupiště stanice

Pervomajskaja (rusky Первомайская) je stanice metra v Moskvě. Nachází se na Arbatsko-Pokrovské lince a v provozu je od 21. října 1961. Denní zátěž zde činí 57 000 cestujících.

## Charakter stanice
Pervomajskaja je jedna z historicky prvních podle standardního projektu konstruovaných, hloubených, mělce založených stanic (7 m hluboko). Má ostrovní nástupiště, podpírané dvěma řadami dohromady čtyřiceti sloupů. Výstupy jsou dva, vycházejí z obou konců nástupiště, každý do svého podpovrchového vestibulu. Stanice je navržena jako koncová a mezi lety 1961 a 1963 také rovněž roli konečné plnila. Za ní se severním směrem nacházel kolejový přejezd, na kterém se obracely vlaky.
Obklad stěn za nástupištěm je z bílých dlaždic, u sloupů pak růžový mramor. Sloupy jsou čtyřboké a směrem k podlaze se zužují.
Pervomajskaja nese název podle zrušené, dočasné stanice, která se nacházela nedaleko Depa Izmajlovo mezi lety 1954 a 1961. Zrušena byla krátce po otevření současné stanice. Dodnes se velká část původní stanice dochovala.